# Higinio Aguilar

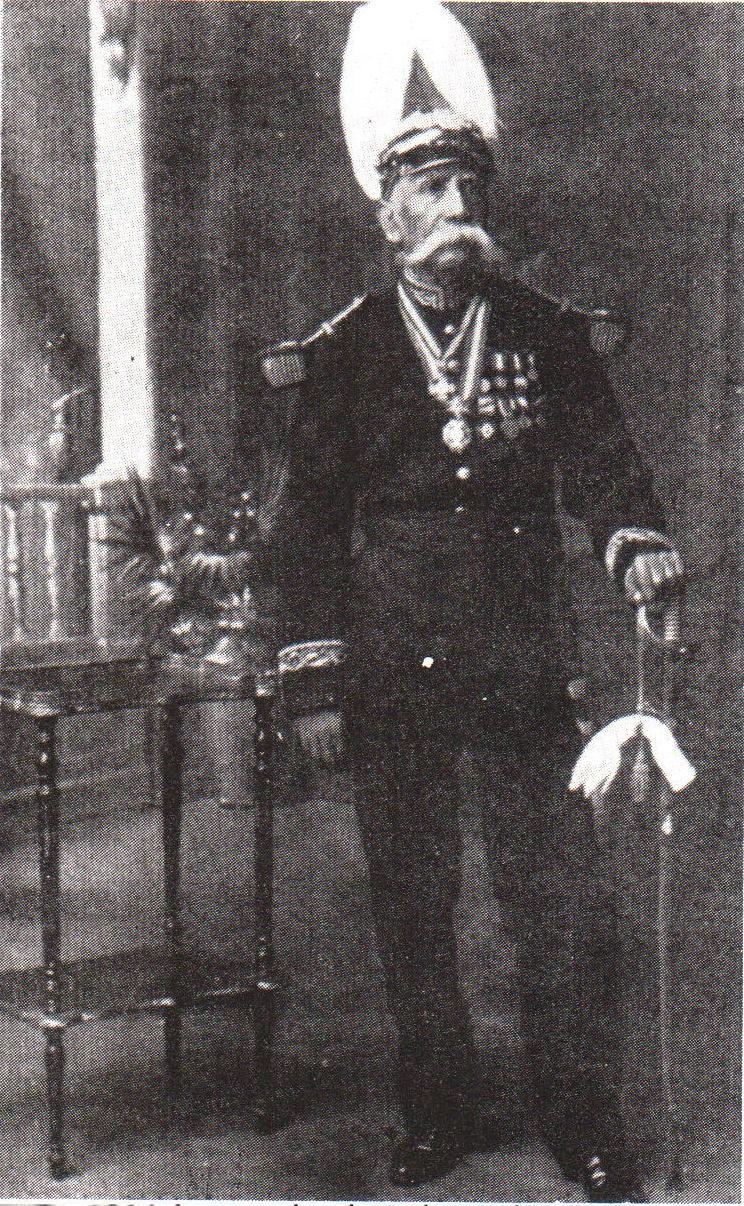
Higinio Aguilar

Higinio Aguilar (Mexico-Stad, 1839 - aldaar, 1924) was een Mexicaans militair.
Aguilar sloot zich in 1861 aan bij het liberale leger en vocht in de Franse interventie in Mexico en de opstand van Tuxtepec. Hij bleef dienen in het Mexicaanse leger gedurende het hele Porfiriaat en klom op tot generaal. Na de Mexicaanse Revolutie en de verkiezing van Francisco I. Madero in 1911 stapte hij uit het leger. In 1912 deed hij een poging tot contrarevolutie en begon hij een opstand tegen Madero. Na de omverwerping en moord op Madero door Victoriano Huerta in 1913 sloot Aguilar zich aan bij Huerta's federale leger.
In 1914 werd Huerta verslagen door het constitutionalistisch leger en tekende het verdrag van Teoloyucan waarin hij de macht overdroeg aan de constitutionalisten, doch Aguilar weigerde deze te erkennen. Aguilar poogde zich aan te sluiten bij de troepen van Emiliano Zapata, doch deze weigerde Aguilars diensten. De volgende jaren vocht Aguilar aan de zijde van verschillende opstandelingen, waaronder Benjamín Argumedo in Durango, Guillermo Meixueiro in Oaxaca en Félix Díaz in Veracruz. In 1920 sloot hij zich aan bij het plan van Agua Prieta, en kreeg een functie in de Mexicaanse regering. Hij overleed vier jaar later.